# Hugo Morais
Hugo Eduardo dos Santos Morais (Lisboa, 12 de Fevereiro de 1978) é um futebolista português, que joga actualmente no Leixões Sport Club.
Reside atualmente na Madeira. 